# Acrothamnus
Acrothamnus is een geslacht uit de heidefamilie (Ericaceae). De soorten komen voor in oostelijk Australië, Nieuw-Zeeland, de Filipijnen en op Borneo.

## Soorten
- Acrothamnus colensoi (Hook.f.) Quinn
- Acrothamnus hookeri (Sond.) Quinn
- Acrothamnus maccraei (F.Muell.) Quinn
- Acrothamnus melaleucoides (A.Cunn. ex DC.) Puente-Lel.
- Acrothamnus montanus (R.Br.) Quinn
- Acrothamnus spathaceus (Pedley) Quinn
- Acrothamnus suaveolens (Hook.f.) Quinn

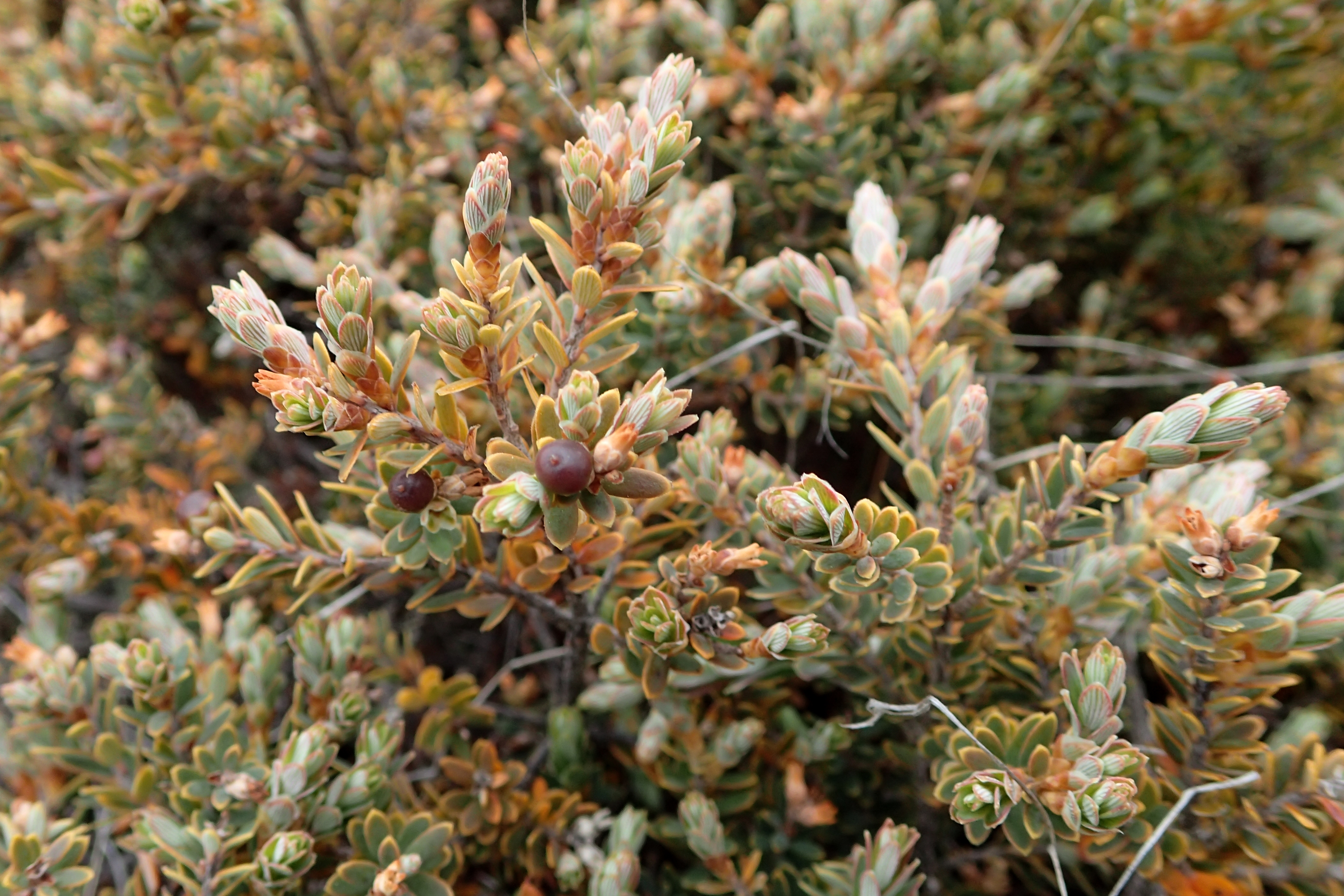
Acrothamnus colensoi
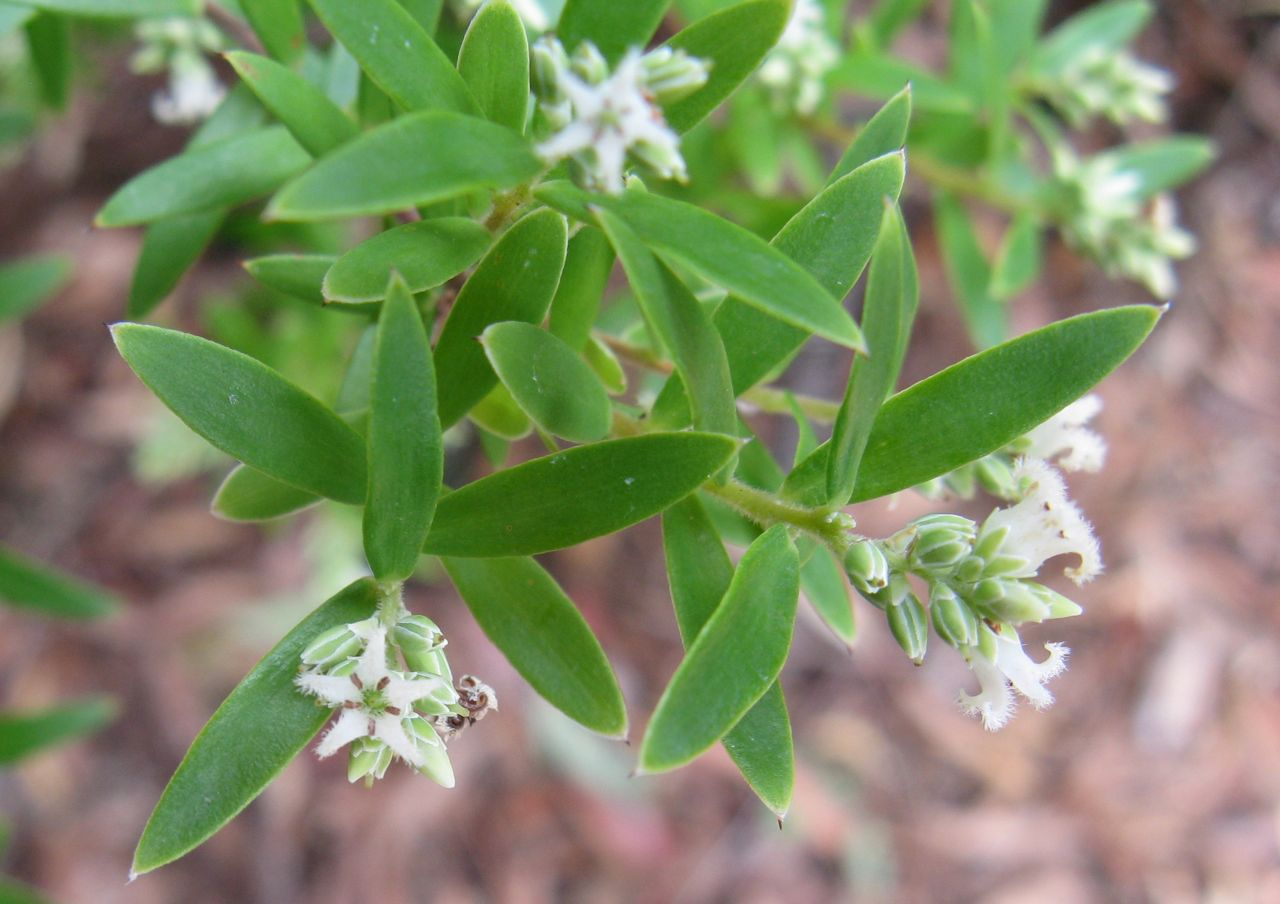
Acrothamnus spathaceus
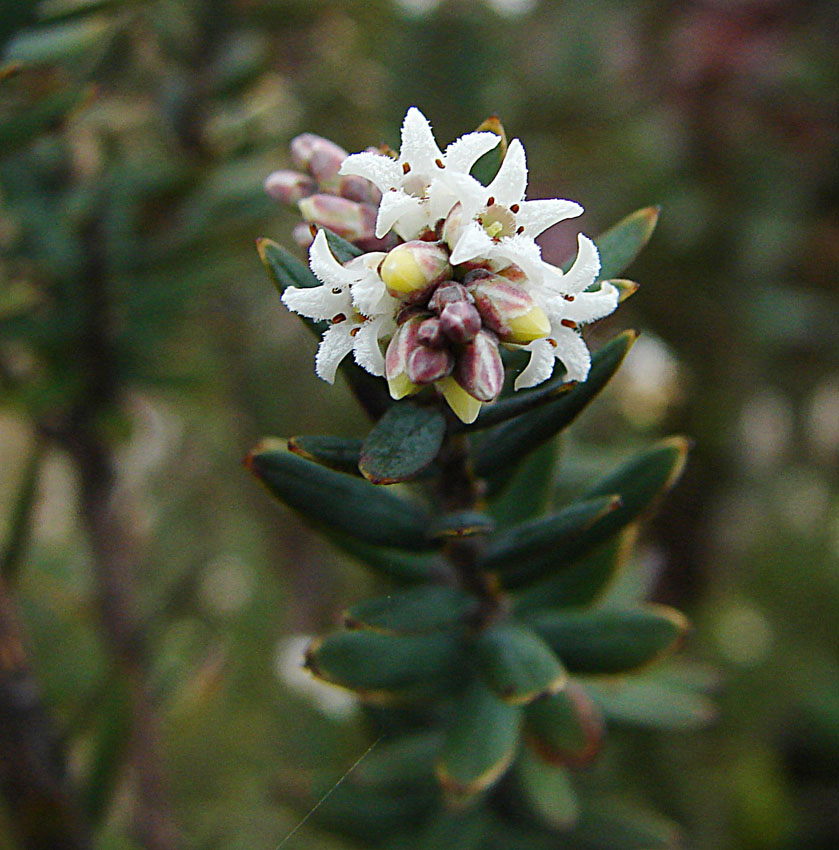
Acrothamnus sauveolens

... · 
Acrothamnus · 
Acrotriche · 
Agapetes · 
Agarista · 
Andersonia · 
Andromeda · 
Arbutus · 
Arctostaphylos · 
Calluna · 
Cassiope · 
Chimaphila · 
Daboecia · 
Dracophyllum · 
Empetrum · 
Enkianthus · 
Erica (Dophei) · 
Kalmia · 
Leptecophylla · 
Moneses · 
Monotropa · 
Orthilia · 
(Oxycoccus (Veenbes)) · 
Pieris · 
Pyrola (Wintergroen) · 
Rhododendron (Rododendron) · 
Vaccinium (Bosbes) . 
Woollsia . 
...